# فهرست کشل
فهرست کُشِل یا فهرست کوشِل (به آلمانی: Köchelverzeichnis) که به‌اختصار کا فاو (به آلمانی: KV) و کا (به آلمانی: K. , K) نامیده می‌شود، فهرست شماره‌گذاری‌شده به‌ترتیب زمان تولید آثار، از تمام کارهای ولفگانگ آمادئوس موتسارت است که توسط لودویگ ریتر فون کوشل تهیه شده‌است.